# Reyer Venezia 1977-1978
Questa voce raccoglie le informazioni riguardanti la Reyer Venezia Mestre nelle competizioni ufficiali della stagione 1977-1978.

## Stagione
La Reyer Venezia con sponsor Canon arrivò al 9 posto in campionato di serie A1. Fu la stagione di inaugurazione del nuovo Palazzetto dello Sport dell'Arsenale a Venezia.

## Roster
- Lorenzo Carraro
- Giulio Dordei
- Elvio Pierich
- Dave Rick Suttle
- Neal Walk
- Stefano Gorghetto (capitano)
- Luca Silvestrin
- Giovanni Grattoni
- Piero Ceron
- Giovanni (Gianni) Puiatti
- Paolo Zennaro
- Paolo Giacon

- Allenatore: Antonio Zorzi
- Vice allenatore: Maurizio Crovato
- Preparatore atletico: Gabriele Chieruzzi
- Direttore sportivo: Antonluigi Lelli
- Trainer: Gianni Cavagnis